# Palazzo di Città
A tarantói Palazzo di Città 1864-1869 között épült a város közigazgatási hivatalai számára, Davide Conversano (a tarantói városrendészet atyja) tervei alapján, neoklasszicista stílusban. Az épületet 1929-ben felújították, ekkor került helyére a homlokzatot díszítő óra is. A palota érdekessége az Arco del Governatore-nak nevezett folyosó, mely középen átszeli az épületet a bejárattól a hátsó homlokzatig ezáltal biztosítva a kapcsolatot a palota előtti tágas tér és a palota mögötti zsúfolt középkori városnegyed között. Az épület legszebb termei a Sala Consiliare (Tanácsterem) és a Sala degli Specchi (Tükörterem).

## Fordítás
- Ez a szócikk részben vagy egészben  a   Palazzo di Città (Taranto) című olasz Wikipédia-szócikk ezen változatának fordításán alapul.  Az eredeti cikk szerkesztőit annak laptörténete sorolja fel. Ez a jelzés csupán a megfogalmazás eredetét és a szerzői jogokat jelzi, nem szolgál a cikkben szereplő információk forrásmegjelöléseként.